# Mitsubishi Outlander
El Mitsubishi Outlander o Airtrek es un automóvil todoterreno del segmento D producido por el fabricante japonés Mitsubishi Motors desde el año 2001. Tiene carrocería de cinco puertas, motor delantero y tracción delantera o a las cuatro ruedas. Sus principales rivales son los Subaru Forester, Toyota RAV4, Honda CR-V, Nissan X-Trail, Hyundai Santa Fe y Kia Sportage.

## Primera generación (2001-2008)
La primera generación fue puesta a la venta en Japón en julio de 2001 con el nombre Airtrek; se vendió en el resto de los países como Outlander. Sus motores de gasolina eran un 2.0 L atmosférico de 126 CV (93 kilovatios) o 136 CV (100 kilovatios); y con turbocompresor de 240 CV (177 kilovatios), así como un 2.4 L de 140 CV (103 kilovatios) o 160 CV (118 kilovatios), ambos con cuatro cilindros en línea y cuatro válvulas por cilindro. El Outlander tiene caja de cambios manual de cinco marchas y automática de cuatro o cinco marchas, y se ofrece únicamente con cinco plazas.
Esta primera generación aún se sigue vendiendo en algunos países, a un precio menor que la generación siguiente.

## Segunda generación (2006-2012)

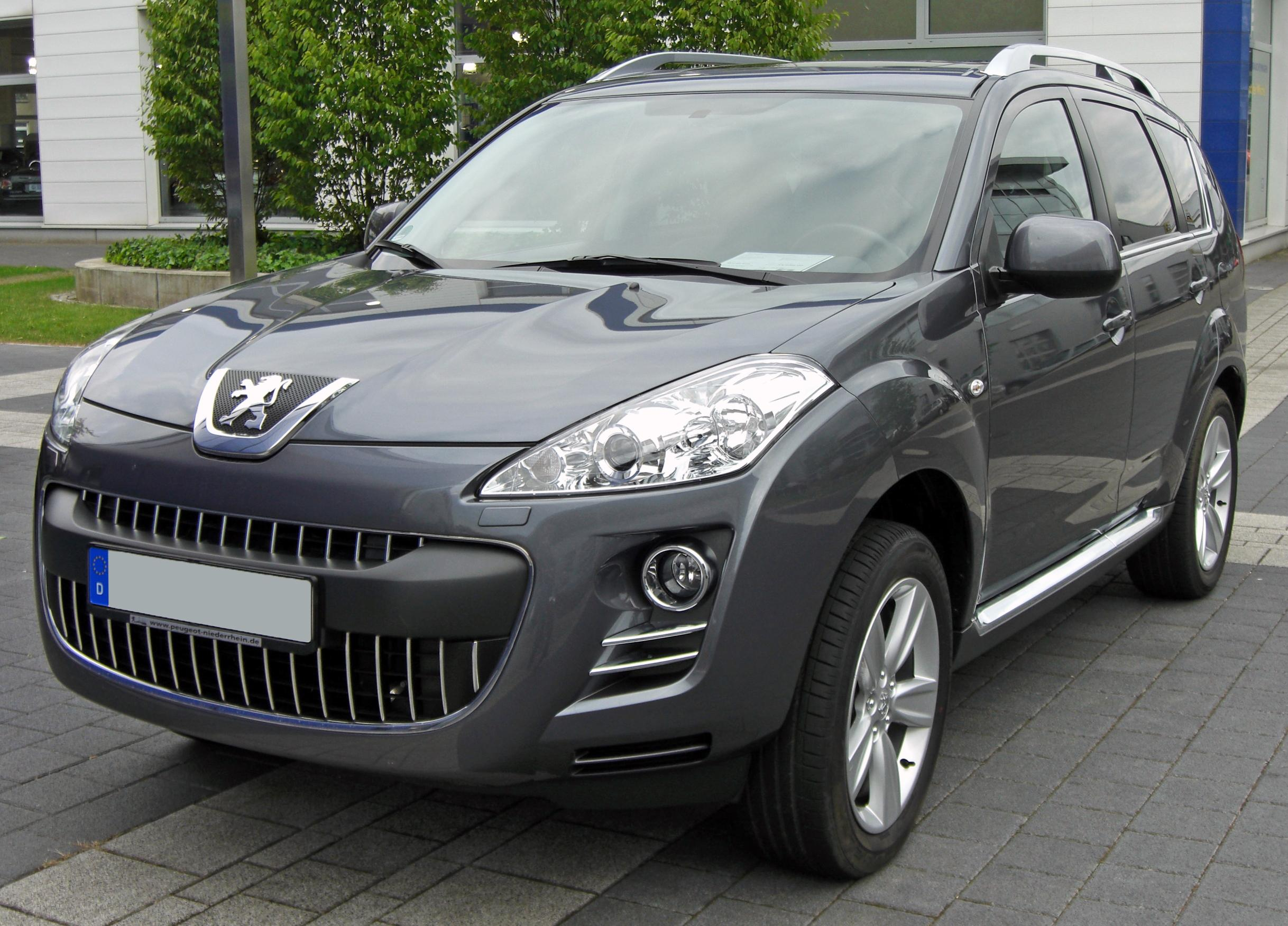
Vista frontal del Peugeot 4007

La segunda generación fue llamada Outlander en todo el mundo, se puso a la venta el 17 de octubre de 2006. El Groupe PSA, que deseaba poner rápidamente a la venta un todoterreno, decidió vender el Outlander con un frontal e interior distintos, con los nombres Citroën C-Crosser y Peugeot 4007. A diferencia del Outlander I, esta generación se ofrece con cinco y siete plazas; las cajas de cambios pueden ser manuales o automáticas de seis marchas.
Los motores de gasolina disponibles son un cuatro cilindros en línea de 2.4 L y 170 CV (125 kilovatios), y un V6 6B3 de 3.0 L con 223 CV (164 kilovatios). Los Diésel son: un 2.0 L de 140 CV (103 kilovatios) y un 2.2 L de 156 CV (115 kilovatios), ambos con cuatro cilindros en línea, turbocompresor de geometría variable, intercooler, inyección directa y cuatro válvulas por cilindro. El 2.0 L es proporcionado por el Grupo Volkswagen y tiene alimentación por inyector-bomba, mientras que el 2.2 L es fabricado por el Groupe PSA y tiene alimentación por common-rail.

## Tercera generación (2012-2020)
Mitsubishi presentó la tercera generación del Outlander en el Salón del Automóvil de Ginebra de 2012.
La producción en serie se inició en Rusia en julio de 2012 y se introdujo en otros mercados europeos en septiembre de 2012.

### Híbrido enchufable. Outlander PHEV

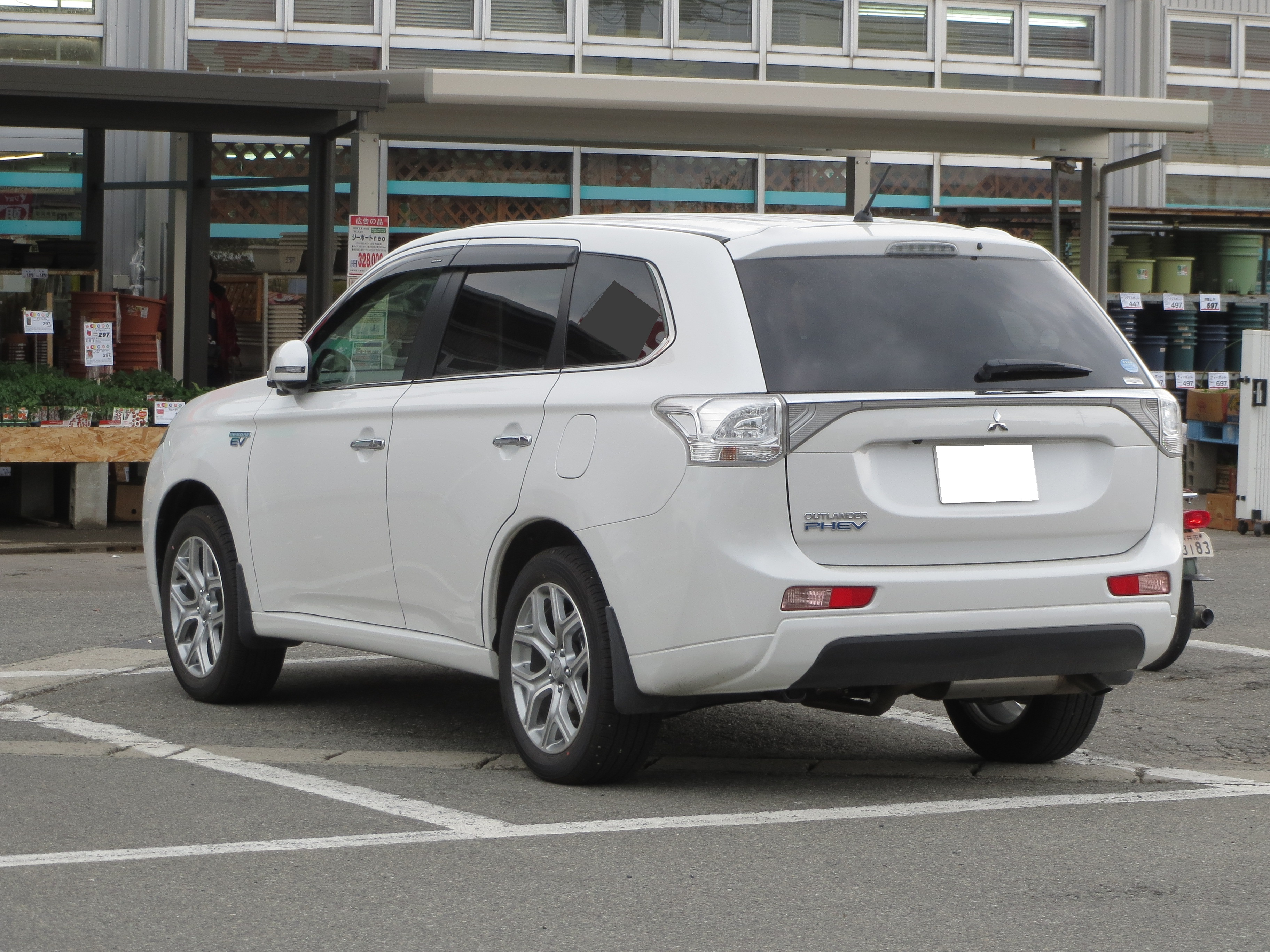
El Mitsubishi Outlander PHEV se presentó en Japón en enero de 2013.

El Outlander PHEV es la variante dotada de un sistema híbrido enchufable, un todocamino compacto de 4,65 m (183,1 pulgadas) de largo con capacidad para cinco pasajeros y su equipaje.

Se presentó en el Salón del Automóvil de París de 2012. Tiene un motor de gasolina de 4 cilindros y 2.0 L y un sistema de propulsión eléctrica derivado del usado en el Mitsubishi i MiEV. El paquete de baterías de iones de litio de 12 kWh de capacidad proporciona una autonomía de 50 km (31 millas).
Las ventas comenzaron en enero de 2013 en Japón. Fue el primer SUV híbrido enchufable en el mercado.
La versión europea se presentó en 2013 en el Salón del Automóvil de Ginebra y comenzó sus ventas en octubre de 2013. Las ventas en Estados Unidos se retrasaron hasta 2015.
Hasta junio de 2014 se habían vendido 33.000 unidades en todo el mundo, de las que 17.235 unidades se habían vendido en Europa.

#### Especificaciones

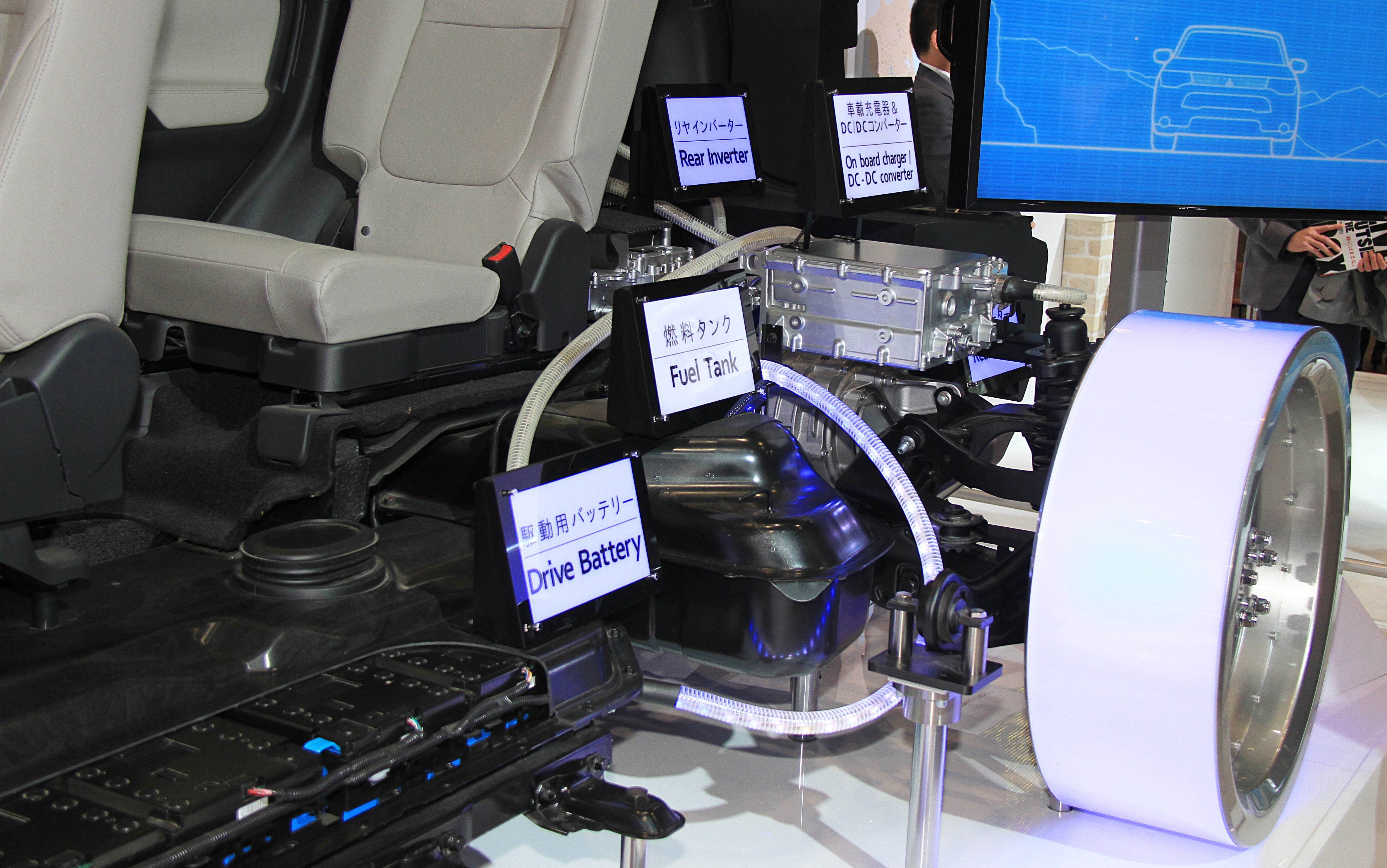
Corte del Outlander PHEV mostrando el paquete de baterías de iones de litio de 12 kWh, el depósito de combustible y los diferentes conversores.

El motor convencional es un propulsor de gasolina DOHC MIVEC, de 2.0 L, que ofrece 121 CV (89 kilovatios) de potencia con 190 N·m (140 lb·pie) de par, pero solamente envía su fuerza al eje delantero en una de las tres configuraciones de marcha posibles. También sobre las ruedas delanteras actúa uno de los dos motores eléctricos, alojado bajo el capó a la izquierda y que rinde 60 kW (82 caballos de vapor) con 137 N·m (101 lb·pie) de par. Este motor está acoplado a un inversor que le permite recargar las baterías con el par sobrante del motor de combustión en determinados momentos.
En el eje posterior hay un segundo motor eléctrico de 60 kW (82 caballos de vapor) con 195 N·m (144 lb·pie). El paquete de baterías de iones de litio está bajo el suelo del habitáculo y tiene 12 kWh de capacidad. Está compuesto por 80 celdas refrigeradas por aire. La pila ofrece en conjunto 300 V y solamente quita unos 45 mm (1,8 pulgadas) de altura libre al suelo en el interior. El depósito de combustible tiene 45 L (11,9 galones americanos) -15 L (4 galones americanos) menos que en el Mitsubishi Outlander normal- y está situado bajo los asientos posteriores.
En un enchufe doméstico convencional, a 230 V y 10 amperios, se puede recargar en 5 horas. A 230 V y 16 amperios se puede recargar en unas 3 horas.
Dispone también un enchufe con el estándar de carga CHAdeMO, que puede llenar el 80% de las baterías en sólo 30 min en puntos de recarga CHAdeMO.
La recarga se puede gestionar remotamente con una aplicación para iPhone y teléfonos Android.
El volumen del maletero es de 463 L (122,3 galones americanos), 14 L (3,7 galones americanos) menos que el Outlander no híbrido.
No está disponible la opción de 7 plazas.
En condiciones normales las ruedas delanteras del Outlander PHEV son las encargadas de la tracción, a través del motor de gasolina o del eléctrico unido a este eje. Sólo cuando se pulsa el botón Twin motor 4WD lock (o al demandar toda la potencia haciendo kick down en el acelerador) empieza a funcionar el eléctrico del eje posterior y con él las ruedas traseras se suman a la tracción.

#### Modos de conducción
Modo sólo eléctrico
Mientras las baterías están por encima del 30% de capacidad de carga se puede mover eléctricamente.
Modo híbrido en serie
El motor de gasolina envía todo su par al generador, que se encarga de mantener las baterías en un régimen de carga óptimo y ésta, a su vez, de alimentar los dos motores eléctricos. Este modo es el más ahorrador hasta que se alcanzan los 120 km/h (75 millas por hora), dado que los motores eléctricos son menos eficientes a altas velocidades.
Modo híbrido en paralelo
Siempre que la batería tenga poca carga el motor de combustión entrega toda su fuerza al eje delantero y también opera el motor eléctrico del eje posterior, con una potencia conjunta de unos 149 kW (203 caballos de vapor).